# 浙江省柯桥中学

標誌

浙江省柯橋中學是位于绍兴市柯桥区的一所高级中学，创建于1951年，为浙江省一级重点中学、浙江省一级普通高中特色示范学校。学校旧址位于柯桥古运河畔东官塘修塘寺，校傍柯亭旧址。1996年，学校异地重建，迁入柯桥区山阴路785号现址，占地178亩。

## 简介
柯桥中学在长期的办学过程中，已有毕业生4万余人，校友遍布全国和世界各地。近年来，学校办学实绩突出，2012－2016年学校共有28人考入清华、北大。2016年，共有565人上高考一批线，2人入选中学生物理奥林匹克竞赛浙江省队。目前，学校荣膺清华大学领军计划、复旦大学腾飞计划优质生源基地学校。
学校师资力量雄厚。现有272名教职工，其中省特级教师3名，正高级教师2名，全国优秀教师1名，省优秀教师9名，市级优秀教师50余名，大学客座教授7名，国家级竞赛教练6名，中高级职称教师占全校总教师人数的3/4以上。学校目前有61个教学班，全日制在校学生2400余人。